# Francesco Cozza (fotbollsspelare)
Francesco Cozza, född 19 januari 1974, är en italiensk före detta fotbollsspelare och numera tränare.
Cozza gör sin andra sejour för Reggina, han spelade även för klubben under fem säsonger mellan 1999 och 2004. Säsongen 2005-2006 var han utlånad till Reggina av Siena. Cozza spelar som offensiv mittfältare eller anfallare och har under merparten av sin karriär spelat i Serie A.